# Número primo mínimo (matemáticas recreativas)
En matemática recreativa, un número primo mínimo es un número primo para el que no hay una subsucesión más corta de sus dígitos en una base dada que forman un primo. En base 10 hay exactamente 26 números primos mínimos:
2, 3, 5, 7, 11, 19, 41, 61, 89, 409, 449, 499, 881, 991, 6469, 6949, 9001, 9049, 9649, 9949, 60649, 666649, 946669, 60000049, 66000049, 66600049 (sucesión A071062 en OEIS).
Por ejemplo, 409 es un primo mínimo porque no hay ningún primo entre las subsecuencias de sus dígitos: 4, 0, 9, 40, 49, 09. La subsecuencia no tiene por qué constar de dígitos consecutivos, por lo que 109 no es un mínimo primo (porque 19 es primo). Pero tiene que estar en el mismo orden; así, por ejemplo, 991 sigue siendo un primo mínimo aunque un subconjunto de dígitos puede formar el primo más corto 19 cambiando el orden.
De manera similar, hay exactamente 32 números compuestos que no tienen una subsecuencia compuesta más corta:
4, 6, 8, 9, 10, 12, 15, 20, 21, 22, 25, 27, 30, 32, 33, 35, 50, 51, 52, 55, 57, 70, 72, 75, 77, 111, 117, 171, 371, 711, 713, 731 (sucesión A071070 en OEIS).
Hay 146 primos congruentes con 1 módulo 4 que no tienen primos más cortos congruentes con subsecuencias 1 módulo 4:
5, 13, 17, 29, 37, 41, 61, 73, 89, 97, 101, 109, 149, 181, 233, 277, 281, 349, 409, 433, 449, 677, 701, 709, 769, 821, 877, 881, 1669, 2221, 3001, 3121, 3169, 3221, 3301, 3833, 4969, 4993, 6469, 6833, 6949, 7121, 7477, 7949, 9001, 9049, 9221, 9649, 9833, 9901, 9949, ... (sucesión A111055 en OEIS)
Hay 113 números primos congruentes con 3 mod 4 que no tienen primos más cortos congruentes con 3 mod 4 subsecuencia:
3, 7, 11, 19, 59, 251, 491, 499, 691, 991, 2099, 2699, 2999, 4051, 4451, 4651, 5051, 5651, 5851, 6299, 6451, 6551, 6899, 8291, 8699, 8951, 8999, 9551, 9851, ... (sucesión A111056 en OEIS)

## Otras bases
Los números primos mínimos se pueden generalizar a otras bases. Se puede demostrar que solo hay un número finito de primos mínimos en cada base. De manera equivalente, cada primo suficientemente largo contiene una subsecuencia más corta que forma un primo.
| b  | Primos mínimos en base b (expresados en base b, las letras A, B, C, ... representan los valores 10, 11, 12, ...) | Nº de primos mínimos en base b |
| -- | --- | ------------------------------ |
| 1  | 11 | 1                              |
| 2  | 10, 11 | 2                              |
| 3  | 2, 10, 111 | 3                              |
| 4  | 2, 3, 11 | 3                              |
| 5  | 2, 3, 10, 111, 401, 414, 14444, 44441 | 8                              |
| 6  | 2, 3, 5, 11, 4401, 4441, 40041 | 7                              |
| 7  | 2, 3, 5, 10, 14, 16, 41, 61, 11111 | 9                              |
| 8  | 2, 3, 5, 7, 111, 141, 161, 401, 661, 4611, 6101, 6441, 60411, 444641, 444444441 | 15                             |
| 9  | 2, 3, 5, 7, 14, 18, 41, 81, 601, 661, 1011, 1101 | 12                             |
| 10 | 2, 3, 5, 7, 11, 19, 41, 61, 89, 409, 449, 499, 881, 991, 6469, 6949, 9001, 9049, 9649, 9949, 60649, 666649, 946669, 60000049, 66000049, 66600049 | 26                             |
| 11 | 2, 3, 5, 7, 10, 16, 18, 49, 61, 81, 89, 94, 98, 9A, 199, 1AA, 414, 919, A1A, AA1, 11A9, 66A9, A119, A911, AAA9, 11144, 11191, 1141A, 114A1, 1411A, 144A4, 14A11, 1A114, 1A411, 4041A, 40441, 404A1, 4111A, 411A1, 44401, 444A1, 44A01, 6A609, 6A669, 6A696, 6A906, 6A966, 90901, 99111, A0111, A0669, A0966, A0999, A0A09, A4401, A6096, A6966, A6999, A9091, A9699, A9969, 401A11, 404001, 404111, 440A41, 4A0401, 4A4041, 60A069, 6A0096, 6A0A96, 6A9099, 6A9909, 909991, 999901, A00009, A60609, A66069, A66906, A69006, A90099, A90996, A96006, A96666, 111114A, 1111A14, 1111A41, 1144441, 14A4444, 1A44444, 4000111, 4011111, 41A1111, 4411111, 444441A, 4A11111, 4A40001, 6000A69, 6000A96, 6A00069, 9900991, 9990091, A000696, A000991, A006906, A040041, A141111, A600A69, A906606, A909009, A990009, 40A00041, 60A99999, 99000001, A0004041, A9909006, A9990006, A9990606, A9999966, 40000A401, 44A444441, 900000091, A00990001, A44444111, A66666669, A90000606, A99999006, A99999099, 600000A999, A000144444, A900000066, A0000000001, A0014444444, 40000000A0041, A000000014444, A044444444441, A144444444411, 40000000000401, A0000044444441, A00000000444441, 11111111111111111, 14444444444441111, 44444444444444111, A1444444444444444, A9999999999999996, 1444444444444444444, 4000000000000000A041, A999999999999999999999, A44444444444444444444444441, 40000000000000000000000000041, 440000000000000000000000000001, 999999999999999999999999999999991, 444444444444444444444444444444444444444444441 | 152                            |
| 12 | 2, 3, 5, 7, B, 11, 61, 81, 91, 401, A41, 4441, A0A1, AAAA1, 44AAA1, AAA0001, AA000001 | 17                             |

Los números primos mínimos en base 12 escritos en base 10 se enumeran en (sucesión A110600 en OEIS).
El número de primos mínimos (probables) en base n son:
1, 2, 3, 3, 8, 7, 9, 15, 12, 26, 152, 17, 228, 240, 100, 483, 1280, 50, 3463, 651, 2601, 1242, 6021, 306, (17608 o 17609), 5664, 17215, 5784, (57296 o 57297), 220, ...
El número de dígitos del primo mínimo (probable) más grande en base n es
2, 2, 3, 2, 5, 5, 5, 9, 4, 8, 45, 8, 32021, 86, 107, 3545, (≥111334), 33, (≥110986), 449, (≥479150), 764, 800874, 100, (≥136967), (≥8773), (≥109006), (≥94538), (≥174240), 1024, ...
Los primos mínimos (probables) más grandes en base n (escritos en base 10) son
2, 3, 13, 5, 3121, 5209, 2801, 76695841, 811, 66600049, 29156193474041220857161146715104735751776055777, 388177921, ... (el siguiente término tiene 35670 dígitos) (sucesión A326609 en OEIS)
Número de compuestos mínimos en base n son
1, 3, 4, 9, 10, 19, 18, 26, 28, 32, 32, 46, 43, 52, 54, 60, 60, 95, 77, 87, 90, 94, 97, 137, 117, 111, 115, 131, 123, 207, ...
La longitud del compuesto mínimo más grande en base n es
4, 4, 3, 3, 3, 4, 3, 3, 2, 3, 3, 4, 3, 3, 2, 3, 3, 4, 3, 3, 2, 3, 3, 4, 2, 3, 2, 3, 3, 4, ...